# Sant Feliu del Racó
Sant Feliu del Racó, antigament anomenat Sant Feliu de Valrà o Sant Feliu de Castellar és un poble agregat al municipi de Castellar del Vallès, a 2,5 quilòmetres del nucli principal d'aquesta vila. Els seus habitants (1008 el 2009) són anomenats santfeliuencs. És al marge dret del riu Ripoll, sota el massís de Sant Llorenç de Munt en un paratge on destaquen el bosc, les fonts i les gorges pregones del riu. El patró és Sant Feliu i té com a copatrona Santa Quitèria. L'església actual és del segle xviii, però conserva restes preromàniques i romàniques. Darrere l'església actual hi ha un campanar de torre del segle xi, que s'alça sobre un pòrtic preromànic del segle ix-x, actualment paredat. El campanar conserva pintures romàniques a la cornisa i dins l'arc de dues finestres. En alguns documents daten que l'any 986, l'església preromànica ja pertanyia al monestir de Sant Cugat del Vallès. La principal font de riquesa prové del bosc i de la poca terra de cultiu. El comerç, restauració i altres serveis hi són força desenvolupats degut a la vasta zona d'urbanitzacions. Pertany al partit judicial de Sabadell, és a l'àmbit funcional metropolità de Barcelona i la seva parròquia pertany al Bisbat de Terrassa i a l'arxiprestat de Sabadell Centre.

## Geografia
El clima de Sant Feliu del Racó, és el mateix que en la comarca del Vallès Occidental, el propi dels països mediterranis amb influència marítima de muntanya baixa i mitjana, temperatures suaus i absència d'un hivern climàtic. El volum de precipitacions pot variar molt d'un any a l'altre i són característiques les sequeres estiuenques, tot i que l'elevació del territori que es dona com a resultat del massís de Sant Llorenç del Munt provoca un volum de pluges superior en altres poblacions. Vegetació és típicament mediterrània. Predomina l'alzinar, i amb menys abundància el roure i diversos tipus de pins. A nivell d'arbrada, sobresurt la savina, el ginebrer i el boix. La fauna és rica i representativa del mediterrani.
|            | Sant Llorenç Savall  |           |
| Matadepera |                      | Sentmenat |
| Terrassa   | Castellar del Vallès |           |

Sant Feliu del Racó constitueix la principal entitats de població del terme municipal de Castellar del Vallès. Es comunica al Sud amb Castellar i Sabadell per la carretera B-124, la qual es perllonga en direcció al nord fins a Sant Llorenç Savall, que esdevé la connexió amb la resta d'urbanitzacions castellerenques. Quant al transport públic, la línia (C-4) comunica Castellar, el Balcó de Sant Llorenç i Sant Feliu del Racó.

## Parròquia de Sant Feliu del Racó
Just a l'entrada de la població es troba la parròquia de Sant Feliu, que data de 1712, és d'estil romà d'Orient i té 17 metres de llargada i 7 d'amplada, amb una sola nau i un campanar octogonal. Tot i que la documentació més antiga trobada fins ara, data l'església de Sant Feliu del Racó com de finals del segle x, recents descobriments fets durant restauracions han trobat lloses que serien l'ara de l'altar d'època preromànica, pel que l'església podria ser de principis del cristianisme. De l'església romànica en queda un campanar petit, amb dos rengles de finestres i un atri. La resta va ser destruïda el segle xviii, per a ampliar-hi l'espai. dins l'església hi trobem pintures de Fidel Trias que donen vida a l'altar major. A la vora dreta hi ha una nau lateral on hi resta la Capella del Santíssim decorada amb pintures relacionades amb l'eucaristia i que també són obra de Fidel Trias. L'altar de Sant Josep fa una petita capelleta presidida per una imatge de talla del sant, obra de l'artista Adolf Salanguera i que és de les poques conegudes on es representa al sant assegut portant a l'infant jesús en braços. Les pintures de la capelleta són obra del pintor Gubern.

## Festes
A Sant Feliu del Racó s'hi celebren dues diades d'especial interès, la del patró Sant Feliu l'Africà, el quart diumenge d'agost i que en resulta la festa major de la població i la de la copatrona, santa Quitèria, el 23 de maig on és tradició la benedicció de panets que es distribueixen entre els assistents.

## Santfeliuencs il·lustres
- Enric Clarasó i Daudí, pintor, era natural de Sant Feliu del Racó.
- Genís Samper Triedu, religiós i guanyador de la Creu de Sant Jordi fou rector de Sant Feliu del Racó.